# Ponte in Valtellina
Ponte in Valtellina is een gemeente in de Italiaanse provincie Sondrio (regio Lombardije) en telt 2222 inwoners (31-12-2004). De oppervlakte bedraagt 69,5 km², de bevolkingsdichtheid is 33 inwoners per km².

## Demografie
Ponte in Valtellina telt ongeveer 958 huishoudens. Het aantal inwoners steeg in de periode 1991-2001 met 0,6% volgens cijfers uit de tienjaarlijkse volkstellingen van ISTAT.
| Jaar | Inwoneraantal |
| ---- | ------------- |
| 1991 | 2239          |
| 2001 | 2252          |

## Geboren
- Giuseppe Piazzi (1746-1826), astronoom, wiskundige, monnik en ontdekker van Ceres (dwergplaneet).

## Geografie
De gemeente ligt op ongeveer 500 m boven zeeniveau.
Ponte in Valtellina grenst aan de volgende gemeenten: Castello dell'Acqua, Chiuro, Montagna in Valtellina, Piateda, Teglio, Tresivio, Valbondione (BG).